# Cisticola aberdare
El cistícola de los Aberdare (Cisticola aberdare) es una especie de ave paseriforme de la familia Cisticolidae endémica de las montañas de Kenia.

## Distribución y hábitat
El cistícola de los Aberdare se encuentra únicamente en los montes Aberdare en el interior de Kenia. Su hábitat natural son los prados de alta montaña tropicales. Está amenazado por la pérdida de hábitat.